# Nationalpark Torres del Paine
Der Nationalpark Torres del Paine (spanisch Parque Nacional Torres del Paine) ist einer der bekanntesten  Nationalparks in Chile, gelegen im Süden des Landes um die Berggruppe der Cordillera del Paine. Paine heißt in der Sprache der Tehuelche-Indianer (Aonikenk-Indianer, Patagonier) „himmelblau“, Torres del Paine also „Türme des blauen Himmels“.

## Geographie und Klima
Der Nationalpark Torres del Paine liegt im Süden Chiles und ist ein Teil Patagoniens. Er gehört zur Región de Magallanes y de la Antártica Chilena (Provinz Última Esperanza) und liegt rund 140 km nördlich der Stadt Puerto Natales.
Im Norden grenzt der Nationalpark an Argentinien, wo der Nationalpark Los Glaciares anschließt. Im Westen liegt der Grey-Gletscher mit dem See Lago Grey, im Süden der Lago del Toro und im Osten der Lago Sarmiento de Gamboa.
Die Nationalpark-Fläche umfasst 2420 km². Er ist durchzogen von bis zu beinahe 3000 m hohen Bergen, Gletschern, Fjorden und großen Seen.
Die „Torres del Paine“ sind das Wahrzeichen des Nationalparks. Dabei handelt es sich um drei nadelartige Granitberge, die zwischen 2600 und 2850 m hoch sind. Die Berge liegen etwa in der Mitte des Nationalparks. Südlich dieser drei Berge liegt der See Lago Nordenskjöld, benannt nach dem schwedischen Geologen Otto Nordenskjöld.
Der höchste Berg im Nationalpark ist der Cerro Paine Grande mit 3050 m.
Große Teile des Nationalparks sind vergletschert. Der bekannteste Gletscher ist der Grey-Gletscher, der in den Lago Grey kalbt.
Im Sommer liegen die mittleren Temperaturen bei 11 °C und im Winter bei ca. 1 °C.

## Geschichte
Vor rund 14.000 Jahren endete die letzte Eiszeit in Patagonien, seitdem ziehen sich die Gletscher zurück. So siedelten sich viele Tiere in der Gegend an. 1895 fand der deutsche Abenteurer und Siedler Hermann Eberhard einen Fellrest von Mylodon, einem eiszeitlichen Riesenfaultier. Die Cueva del Milodón östlich des Parks ist ein oft besuchtes Touristenziel.
1906 wurde die Stadt Cerro Castillo am Ostrand des Parks errichtet.
Vor Einrichtung des Parks durch die Regierung Chiles hatten die Grundbesitzer bereits große Teile der Wälder abgebrannt, um Schaf-Weideflächen zu gewinnen. Heute ist die Landschaft wieder der Natur überlassen.
Der Nationalpark wurde am 13. Mai 1959 gegründet und wird von der chilenischen Forstbehörde CONAF verwaltet. 1978 wurde er zum Biosphärenreservat der UNESCO erklärt.
Am 17. Februar 2005 brach ein verheerender Waldbrand im Park aus. Dabei wurden mehr als 15.000 Hektar Wald vernichtet. Ein weiteres Feuer Ende Dezember 2011/Anfang 2012 zerstörte über 14.000 Hektar Wald. Beide Brände wurden von Touristen  durch Unachtsamkeit verursacht.

## Flora und Fauna

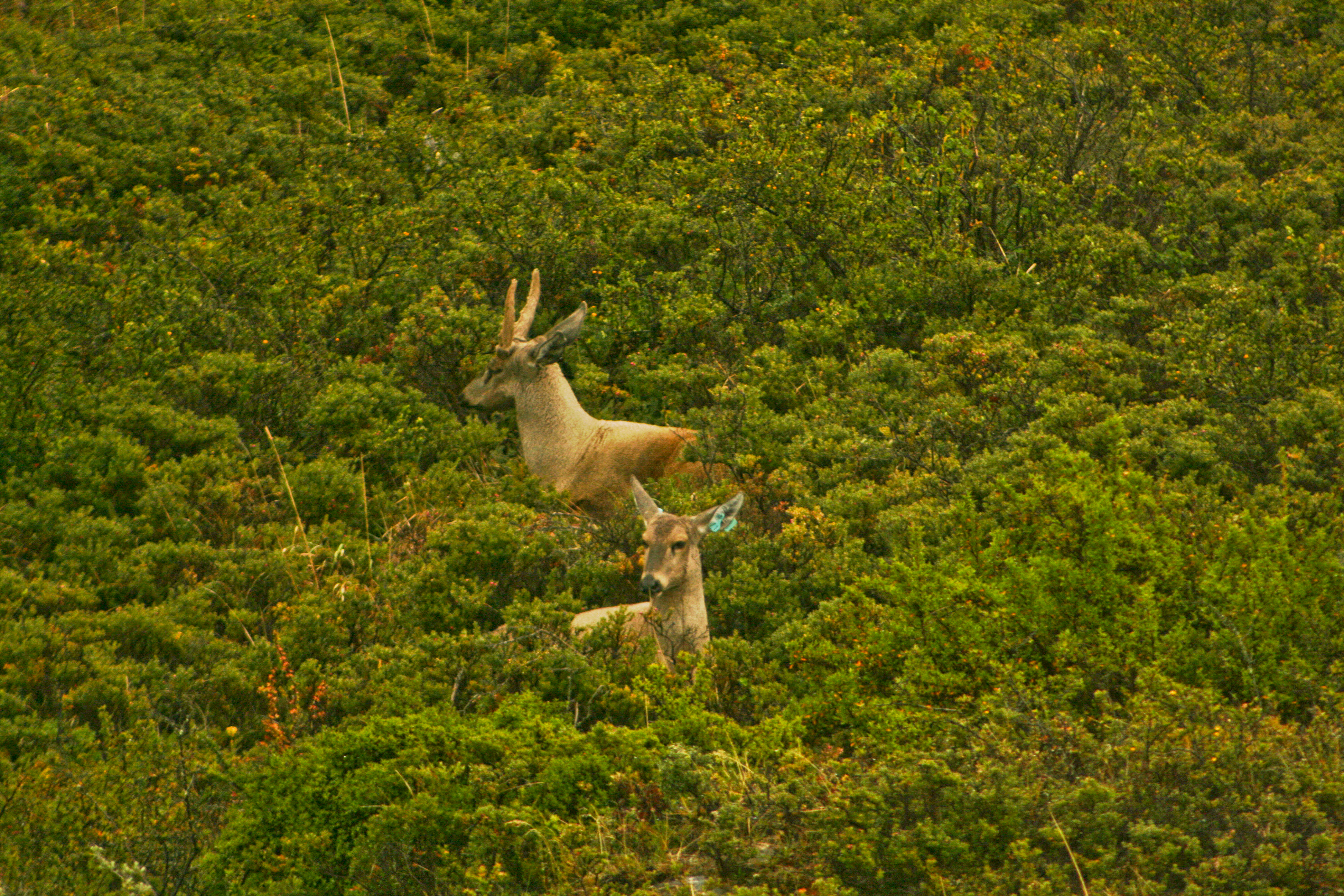
Gabelhirsche im Nationalpark

Die Landschaft ist abwechslungsreich. Es gibt große vergletscherte Bereiche, hohe Berge, viele Seen, „Magellan-Tundra“ und große Wälder aus Zypressen, Lenga- und Olivillo-Bäumen, außerdem viele Blumenarten, unter anderem auch Orchideen.
Die Tierwelt im Park ist vielfältig. Auffällig sind die Pumas, Guanakos, Darwinnandus, Andenkondore und viele kleinere Vogelarten.

## Tourismus
Der Nationalpark ist gut erschlossen. Die Hauptverwaltung liegt im Bereich des Lago Toro. Der Park wird z. B. von Oktober bis April von Bussen aus Puerto Natales angefahren. Shuttlebusse fahren vom Eingang bei der Laguna Amarga zum Base de las Torres (Anfang des Wanderweges) und zum Anleger des Katamarans. 
Innerhalb des Parks gibt es mehrere kleinere Verwaltungspunkte. Der CONAF hat viele Wander-Rundwege angelegt. Es gibt zusätzlich mehrere Camping- und Hüttenbereiche, welche neben CONAF von den Tourismus-Organisationen Vertice und Fantastico Sur betrieben werden. Fast der komplette östliche Teil des Parks vom Camp Frances bis zum Refugio Central ist in Privatbesitz und wird ausschließlich von Fantastico Sur betrieben. Alle drei Organisationen betreiben unabhängig voneinander Reservierungssysteme für ihre Campingplätze und Refugios, was die Planung für eine Mehrtages-Wandertour erheblich verkompliziert. Im Park selbst gelten strenge Umweltauflagen, um die Natur nicht unnötig zu verschmutzen. Diese werden bei Eintritt in den Park in einem verpflichtenden kurzen Video dargestellt.
Der Eintrittspreis für Erwachsene liegt 2018 bei 21.000 CLP, welche nur bar entrichtet werden können. Preise für eine Nacht im Zelt mit verpflichtender Verpflegung können sich auf bis zu 80 EUR pro Person belaufen.
Zu den Besuchern der abwechslungsreichen Landschaft gehören Trekking-Freunde, Bergsteiger, Gletschertouristen sowie Tier- und Pflanzenfreunde.
Im Nationalpark gibt es zwei große Wanderwege: das W-Trekking (Ausgangspunkt Puerto Natales; ca. 100 km) und das O-Trekking / Torres del Paine Circuit (Ausgangspunkt Puerto Natales; ca. 130 km).

## Wirtschaft
Der Park ist ein großer wirtschaftlicher Faktor für die relativ menschenleere Gegend im Norden der Magallanes-Region. 
Eine Fernstraße verbindet Puerto Natales und den Nationalpark. Die Fahrtstrecke beträgt nur noch 80 km statt wie früher 140 km.

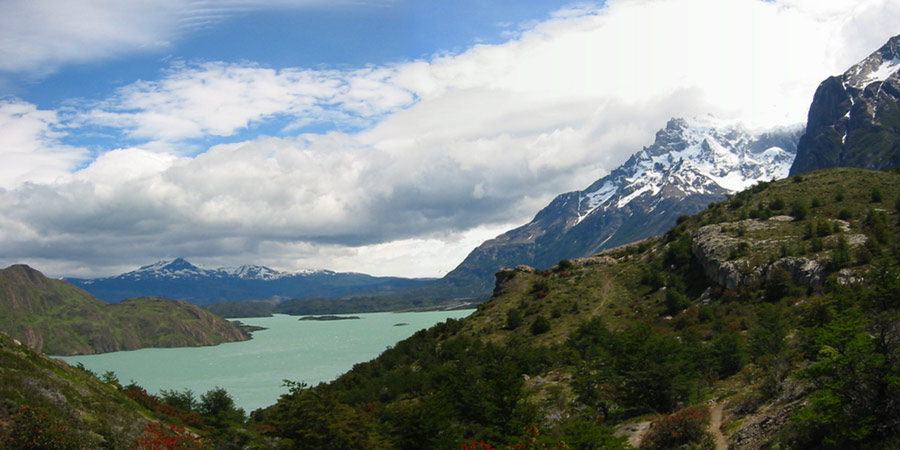
Lago Nordenskjöld
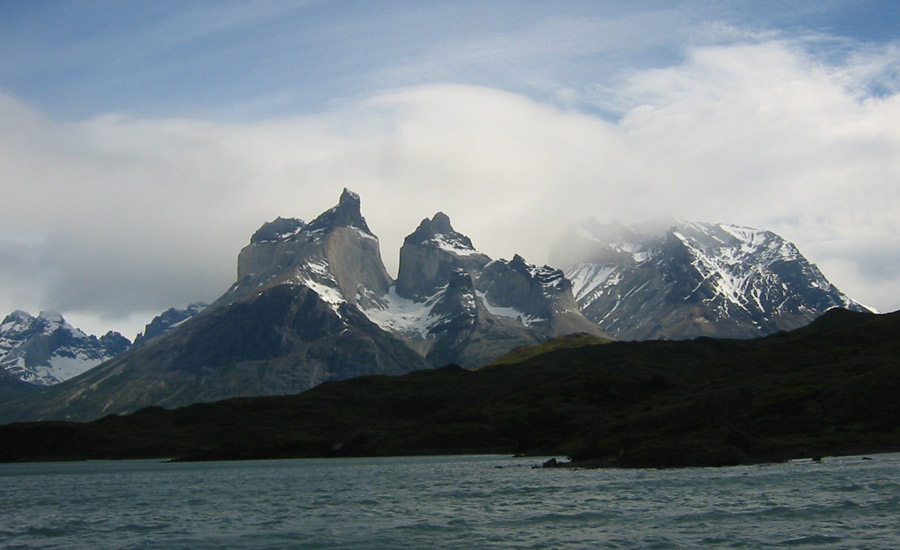
Cuernos del Paine
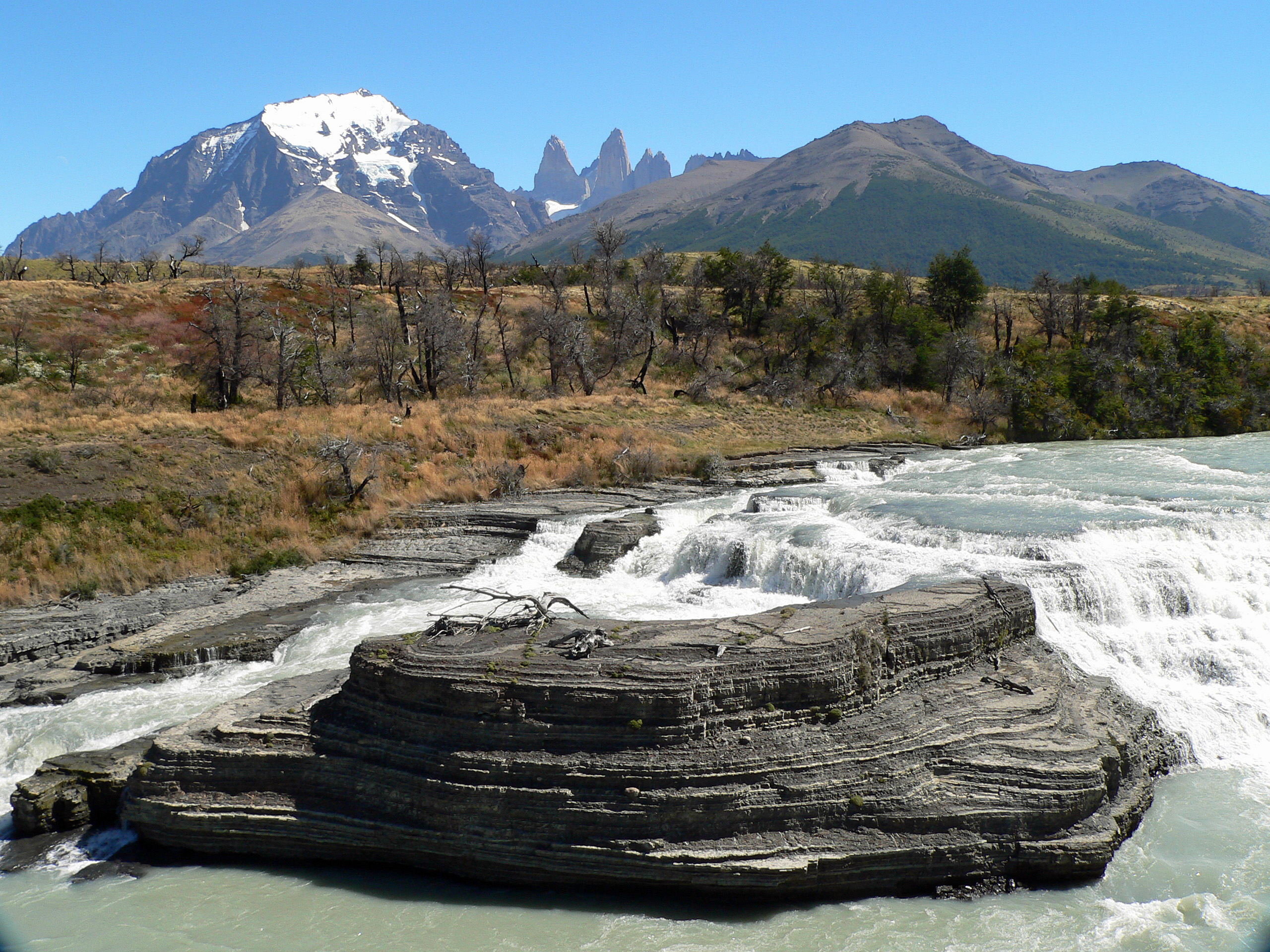
Stromschnellen des Rio Paine
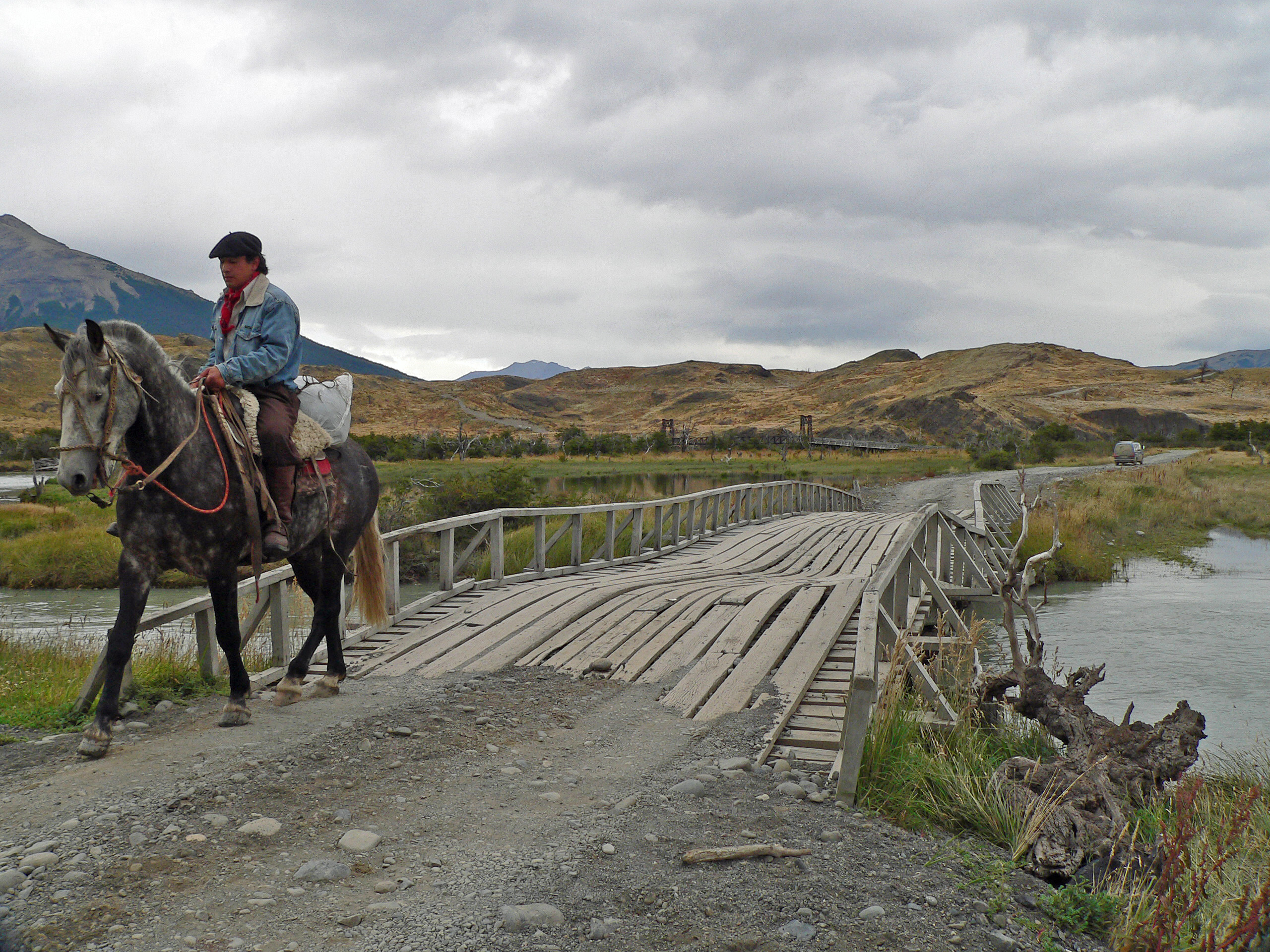
Reiter im Torres del Paine NP
Guanakos an der Laguna Amarga
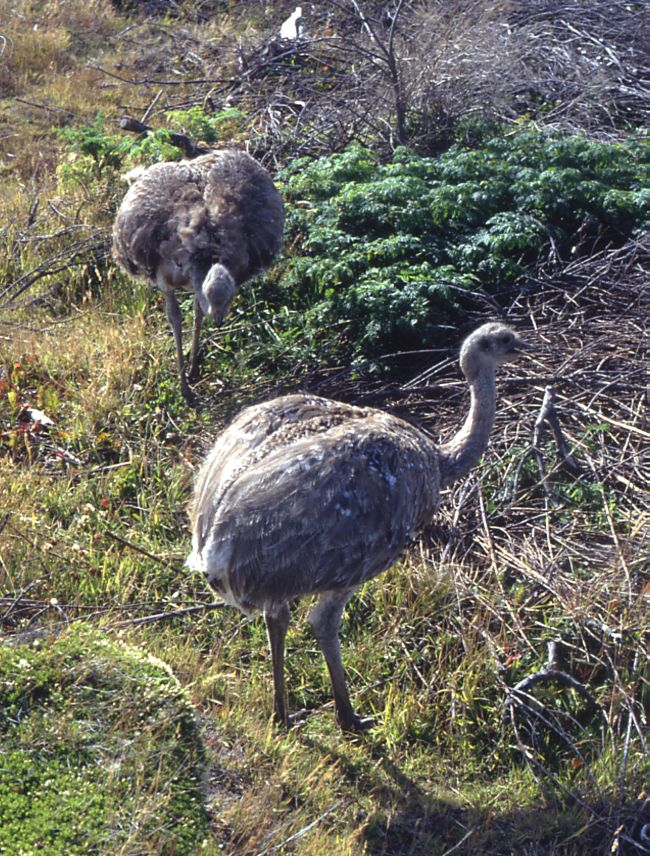
Darwinnandus bei Posada Rio Serrano
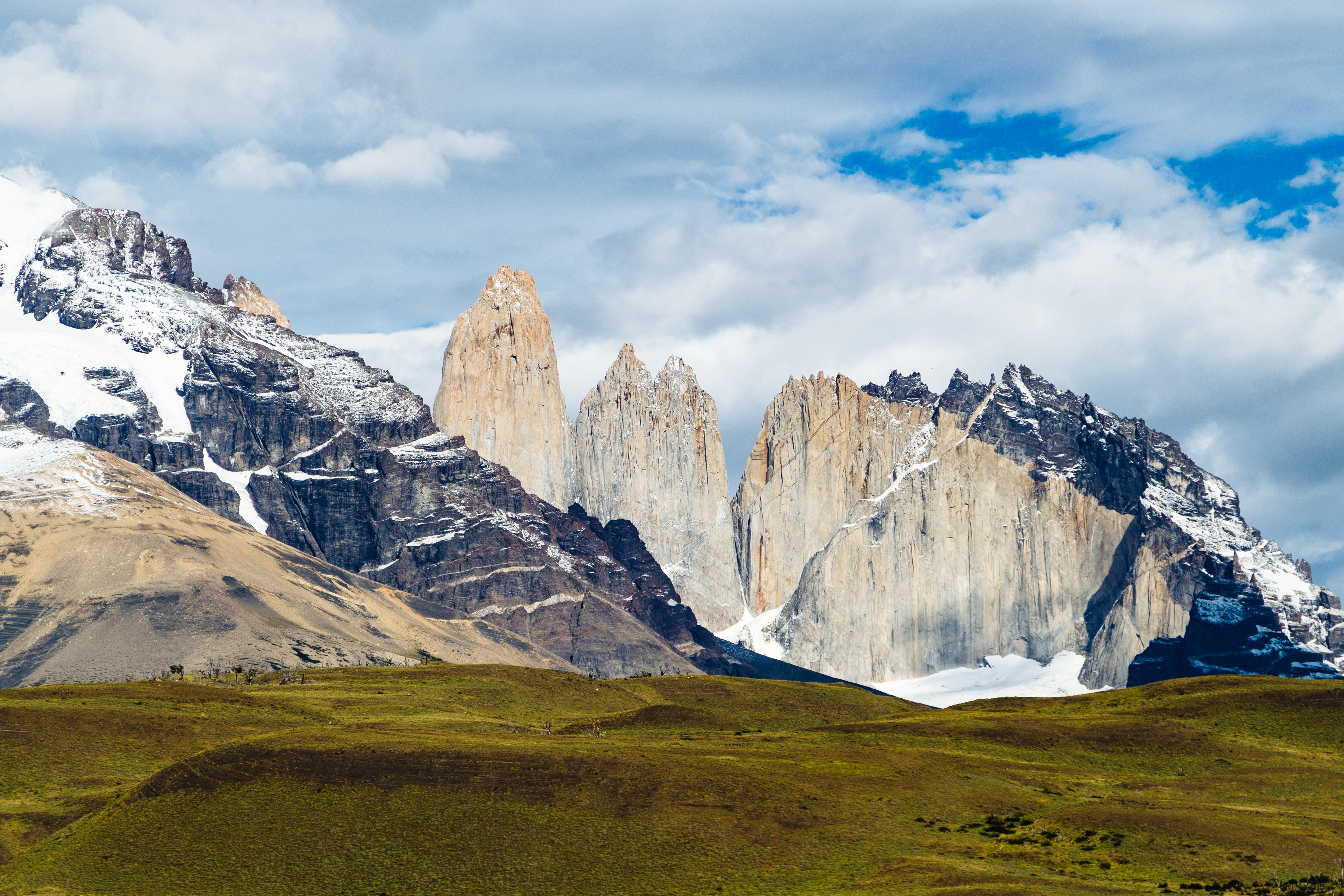
Aussicht am Beginn des Nationalparks